# Felipe de Lorena
Felipe de Lorena (1643 - París, Francia, 8 de diciembre de 1702) fue un noble francés y miembro de la Casa de Guisa, perteneciente a la estirpe principesca-ducal de Lorena. Fue el amante más famoso del duque Felipe I de Orleans, hermano del rey Luis XIV de Francia.

## Primeros años
Felipe nació en el año 1643, segundo hijo de Enrique de Lorena, conde de Harcourt, y de su esposa Margarita Felipa de Cambout. Su padre fue nombrado Conde de Harcourt en 1605 a la edad de cuatro años y era Grand Chevallier de France, un prestigioso cargo de las caballerizas reales. Su madre era miembro de la antigua Casa de Cambout, que remonta su ascendencia a los duques soberanos de Bretaña (siglo XI-1547).
Su hermano mayor, Luis, fue conde de Armagnac y esposo de Catalina de Neufville, hija menor de Nicolas de Neufville de Villeroy, mariscal de Francia y gobernador durante la juventud de Luis XIV, quien más tarde le nombró duque. También era hermana de François de Neufville de Villeroy, el futuro gobernador de Luis XV.

## Amante deFelipe, duque de Orleans
Conocido por ser «tan hermoso como un ángel», Felipe se convirtió en amante de Felipe, duque de Orleans aproximadamente en el año 1658, mientras vivía en el Palacio Real en París, lugar donde también la joven princesa (y futura esposa del Duque) Enriqueta Ana de Inglaterra estaba viviendo con su madre, la reina Enriqueta María de Francia. Madre e hija habían huido de Inglaterra debido a la Guerra Civil Inglesa, yendo a vivir en el Palacio Real como invitadas de honor. El caballero de Lorena y Enriqueta más tarde se vieron obligados a convivir en circunstancias más estrechas, debido a que Felipe, duque de Orleans, se casó con ella por poderes en el palacio en 1661. Aun así, Felipe, quien era tres años menor que el duque, fue el gran amor de su vida y se los conocía en la corte como «los dos Felipes». 
El duque, por su parte, alardeaba abiertamente sobre sus asuntos en la corte y en especial de su amante. Como era de esperar, el primer matrimonio del duque no fue feliz. En enero de 1670, Enriqueta convenció al rey Luis XIV de encarcelar al caballero, primero en un lugar cercano de Lyon, más tarde en el Castillo de If y, finalmente, fue desterrado a Roma. Sin embargo, debido a las protestas y súplicas del duque hacia su hermano Luis, el rey perdonó al caballero de Lorena y le permitió volver.
En 1670, Enriqueta murió repentinamente en Saint-Cloud, sospechándose que el noble había sido el asesino, aunque la autopsia informó que murió de una peritonitis causada por una perforación ulcerosa.

## Influencia
El joven príncipe lo amaba con una pasión que preocupaba a su esposa Enriqueta y al obispo de la corte, Daniel de Cosnac, pero era claro para el rey que, gracias a la cara atractiva y mente aguda del atractivo caballero, consintió la influencia de Lorena sobre su hermano a fin de tener controlada a la Casa de Orleans. El duque incluso le dijo a Enriqueta que no podía amarla sin el permiso de Lorena.
En 1682, a Lorena se lo exilió de nuevo después de haber sido acusado de seducir al joven Luis de Borbón, conde de Vermandois (hijo de Luis XIV y Luisa de La Vallière). Después de haber sido autorizado de regresar a la corte, fue entonces acusado de ayudar a instigar el matrimonio de Felipe II de Orleans y la segunda Mademoiselle de Blois en 1692.
El caballero de Lorena gobernó casi tiránicamente la Casa de Monsieur y gozaba de apartamentos inmediatamente contiguos a los de Monsieur en todas sus residencias, y más tarde se convirtió en Gobernante del duque de Chartres, el futuro regente Felipe II de Orleans.

## Descendencia
Tuvo un hijo ilegítimo con su amante Claude de Souches:
- Alejandro de Lorena llamado El bastardo de Lorena (¿? - 1734), Caballero de Beauvernois.